# Kieran O’Donnell

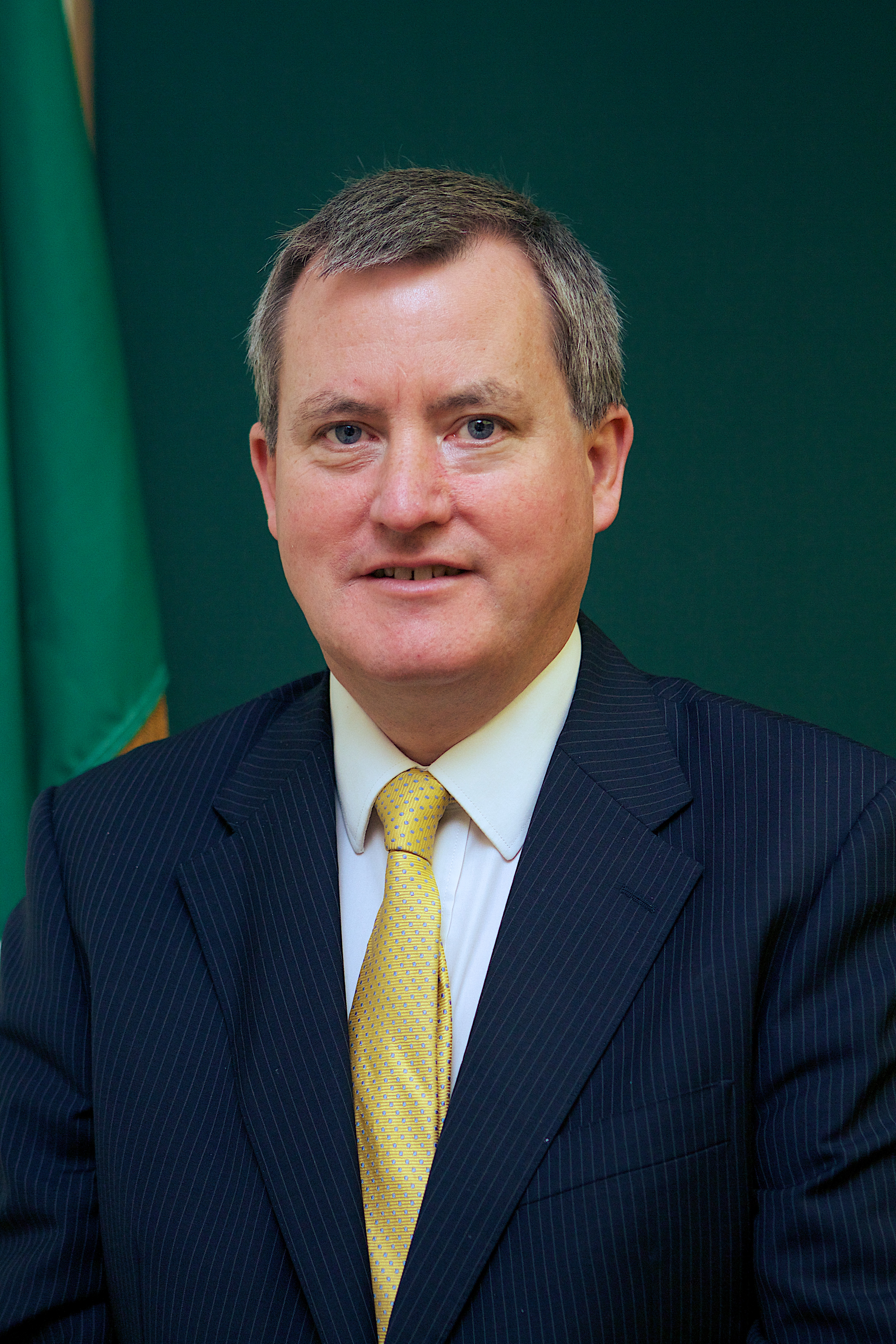
Kieran O’Donnell (2014)

Kieran O’Donnell (irisch Ciarán Ó Dónaill, * 8. Mai 1963 in Limerick, County Limerick, Irland) ist ein irischer Politiker der Fine Gael (FG). Er ist der Neffe von Tom O’Donnell.

## Leben
Kieran O’Donnell hatte an der University of Limerick studiert und arbeitete zunächst als Buchhalter. 2002 stellte er sich ohne Erfolg auf der Verwaltungsliste erstmals zur Wahl für den Seanad Éireann. 2004 wurde er Mitglied im Limerick County Council für Castleconnell. Bei den Wahlen 2007 gelang es ihm, für die Fine Gael mit einem Sitz für den Wahlkreis Limerick East in den Dáil Éireann einzuziehen. Der Wahlkreis wurde für die Wahlen 2011 verändert, sodass O’Donnell für den Wahlkreis Limerick City antrat und seinen Sitz verteidigen konnte. Bei den Wahlen 2016 verlor er jedoch seinen Sitz wieder. Stattdessen zog er über die Kultur- und Bildungsliste in den Seanad ein. Als er zu den Wahlen 2020 für den Dáil erneut antrat, konnte er den verlorenen Sitz zurückerobern und zog wieder in das Unterhaus ein.
Am 21. Dezember 2022 wurde Kieran O’Donnell als Staatsminister für Lokale Verwaltung und Regionalplanung im Ministerium für Wohnungswesen, Lokale Verwaltung und kulturelles Erbe in der Regierung Varadkar II ernannt. Im April 2024 wurde er in der Regierung Harris zum Staatsminister im Ministerium für öffentliche Ausgaben und Umsetzung des nationalen Entwicklungsplans mit der Zuständigkeit für das Office of Public Works.
Kieran O’Donnell ist seit 1993 verheiratet mit Phil, mit der er vier Kinder hat.